# Bad Boekelo
Bad Boekelo was een natuur-zoutbad buiten Boekelo in de gemeente Enschede tot 1985. Het is thans in gebruik als hotel.
De Koninklijke Nederlandse Zoutindustrie zat aanvankelijk in Boekelo. Zout had maar een geringe waarde en met een gunstiger vervoer over water behield de organisatie een goede concurrentiepositie (op in dit geval buitenlandse bedrijven). Vandaar had de K.N.Z. in 1936 bij het gereedkomen van het stuk Twentekanaal tussen Hengelo en Enschede al een concessieverlenging om in het kanaalgebied van Oele en Twekkelo naar zout te boren. Er werd ook in dat jaar gebouwd in Hengelo.
Omdat de K.N.Z. zich bewust was van de werkgelegenheid van de zoutindustrie voor de Boekelose bevolking, kwam ze met het idee om een natuur-zoutbad op te richten om de "gezonde mens" in het oosten van Nederland ook van zout water, zonlicht en lucht te laten genieten. Soortgelijke buitenlandse bedrijven richtten ook kuuroorden op met hetzelfde doel. De K.N.Z. zorgde voor het terrein, de bouw (openluchtbaden, badhuis en hotel/restaurant) en de inventaris. Om bezoekers te trekken werd ook een apart golfslagbad aangelegd (met een golfslagmachine voor 15 deiningen per minuut en een verwarmingsinstallatie). Met Pinksteren 1934 werd het bad geopend. Burgemeester J.J.G.E. Rückert meldde dat Twente en Enschede eigenlijk veel te weinig bekend waren. Journalisten van voorname Nederlandse bladen werden door de directie uitgenodigd en kwamen per vliegtuig naar vliegveld Twente. In de jaren erna werden zwemwedstrijden gehouden, maar ook goochelshows, vendelzwaaidagen, feestavonden, sterritten en modeshows. Tot 1948 was aan de inrichting een afdeling voor fysische therapie verbonden.
Naar het advies van de Inspecteur van Volksgezondheid stelden B&W van Lonneker een lijst met 15 vergunningsvoorwaarden op waaraan het bad moest voldoen, met een artikel gewijd aan vaste normen en waarden.
Het bad heeft in 1939 een kleine uitbreiding gehad en in 1963-1964 en 1976 een grote.
De K.N.Z ging fusies aan en het bad kreeg veel concurrentie. Daardoor werd het buitenbad gesloten in 1985. In 1988 ging het complex failliet. In 1992 werd het hotel opgeknapt tot hotel, appartementen en congresruimten. Het buitenbad werd niet hersteld.